# Štěpán Trochta
Štěpán Trochta, né le 26 mars 1905 à Francova Lhota à l'époque en Autriche-Hongrie aujourd'hui en République tchèque et mort le 6 avril 1974 à Litoměřice en Tchécoslovaquie, est un cardinal tchèque, salésien et évêque de Litoměřice de 1947 à sa mort.

## Biographie
Štěpán Trochta est ordonné prêtre le 3 avril 1926 chez les salésiens de don Bosco. De 1942 à 1945, il est interné dans les camps de concentration nazis de Theresienstadt, Mauthausen puis Dachau.
Nommé évêque de Litoměřice le 27 septembre 1947, il est consacré le 16 novembre suivant. En 1958, il est condamné à 25 ans de prison par le gouvernement communiste de la Tchécoslovaquie.
Il est créé cardinal in pectore par le pape Paul VI lors du consistoire du 28 avril 1969. Sa création est rendue publique lors du consistoire du 5 mars 1973. Il reçoit alors le titre de cardinal-prêtre de San Giovanni Bosco in via Tuscolana.